# Formuła Kozeny-Carmana
Formuła Kozeny-Carmana (ang. Kozeny-Carman formula) – wyprowadzona na drodze teoretycznej formuła łącząca przepuszczalność ośrodka porowatego z jego porowatością. Formuła Kozeny-Carmana zawiera w sobie jako parametr powierzchnię właściwą ośrodka porowatego.

## Postacie formuły Kozeny-Carmana
Jeśli przez powierzchnię właściwą ośrodka porowatego {\displaystyle \sigma } rozumieć będziemy stosunek powierzchni szkieletu ośrodka porowatego do całkowitej objętości ośrodka, wówczas związek między przepuszczalnością ośrodka porowatego {\displaystyle K} a jego porowatością {\displaystyle \phi } wyrażać się powinien wzorem:
{\displaystyle K=c_{o}{\frac {\phi ^{3}}{\sigma ^{2}}},}
gdzie współczynnik {\displaystyle c_{o}} jest tzw. stałą Kozeny’ego.
Wzór powyższy nosi często nazwę formuły Kozeny’ego.
Jeśli przez powierzchnię właściwą ośrodka porowatego {\displaystyle \sigma _{s}} rozumieć będziemy stosunek powierzchni szkieletu ośrodka porowatego do objętości szkieletu, wówczas związek między przepuszczalnością ośrodka porowatego {\displaystyle K} a jego porowatością {\displaystyle \phi } powinien wyrażać się wzorem:
{\displaystyle K=c_{o}{\frac {\phi ^{3}}{(1-\phi )^{2}\sigma _{s}^{2}}}.}
Wzór powyższy nosi nazwę formuły Kozeny-Carmana.
Przyjmując wartość stałej Kozeny’ego {\displaystyle c_{o}=1/5,} Carman korzystał ze wzoru:
{\displaystyle K={\frac {\phi ^{3}}{5(1-\phi )^{2}\sigma _{s}^{2}}}.}
Wszystkie podane powyżej formuły zawierają w sobie powierzchnię właściwą jako parametr.

## Zakres stosowalności formuły Kozeny-Carmana
Formuła Kozeny-Carmana jest formuła teoretyczną, niezbyt często stosowaną, gdyż zawiera ona w sobie powierzchnię właściwą – parametr na ogół trudny do wyznaczenia. Poza tym istnieją zasadnicze trudności w ustaleniu wartości stałej Kozeny’ego dla ośrodków porowatych spotykanych np. w przemyśle naftowym lub przemyśle chemicznym. W praktyce, w hydrodynamice podziemnej oraz inżynierii złożowej porowatość i przepuszczalność traktuje się jako dwa niezależne parametry.

## Historia formuły
Panuje przekonanie, że formuła Kozeny’ego sformułowana została przez Kozeny’ego w 1927 roku. W rzeczywistości podobny wzór podany został wcześniej w 1922 roku przez Blake’a. Wzór Kozeny’ego został następnie szczegółowo przeanalizowany i zmodyfikowany przez Carmana w 1937 roku.